# Bank Przemysłowców

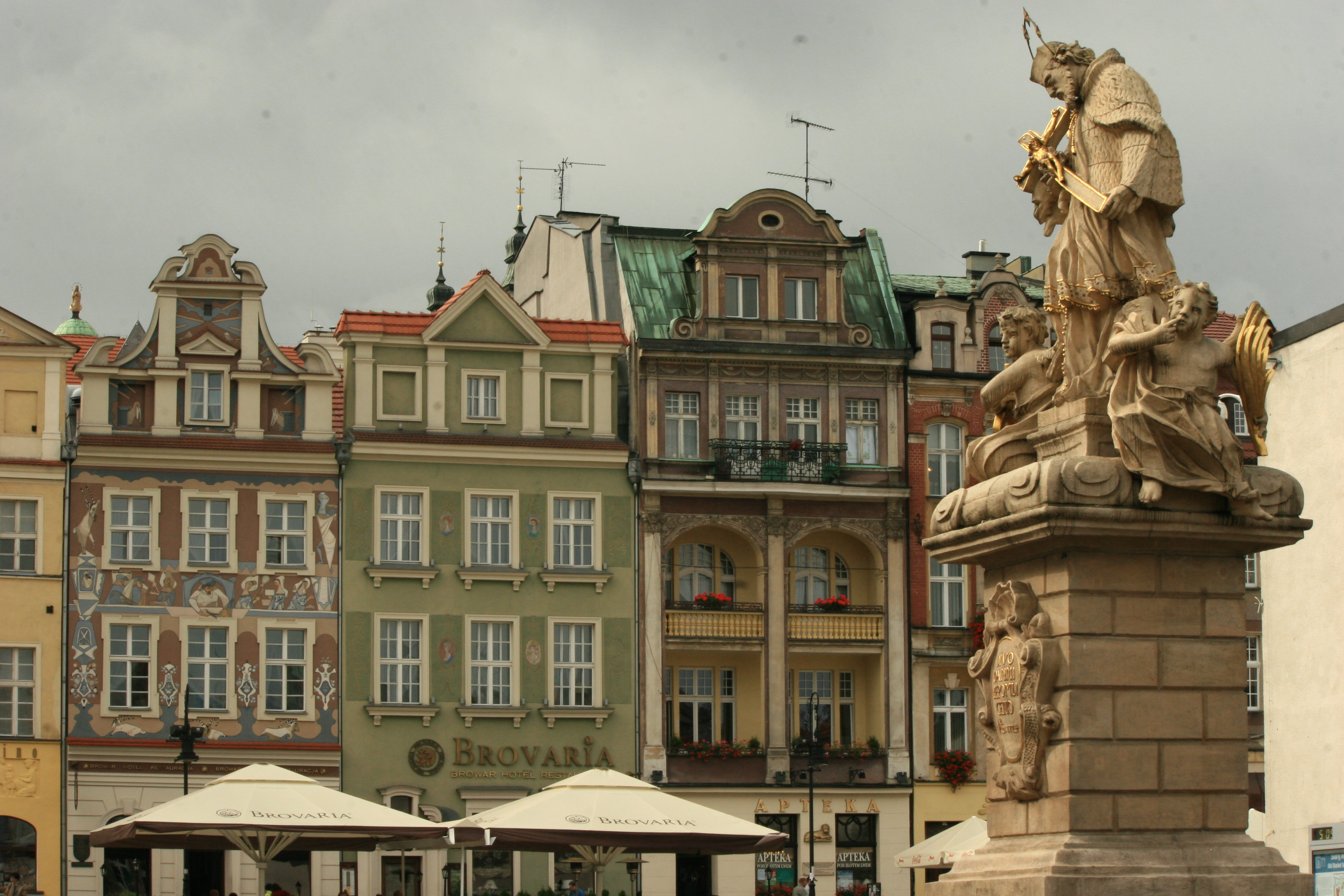
Dawna siedziba Banku Przemysłowców przy Starym Rynku

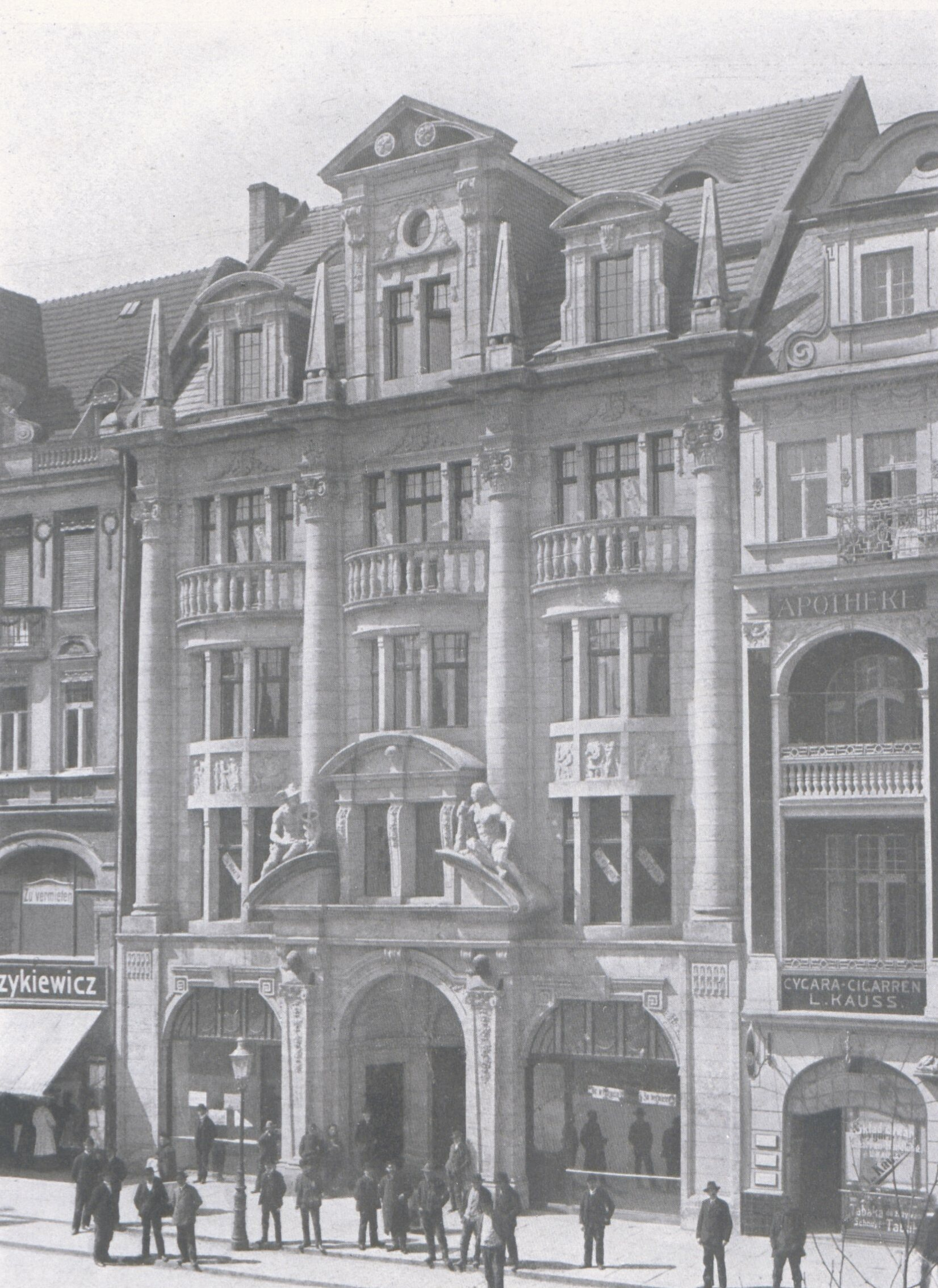
Gmach banku przed 1909

Bank Przemysłowców – bank działający w Poznaniu w okresie międzywojennym.

## Historia
Został utworzony w 1861 jako Towarzystwo pożyczkowe dla Przemysłowców miasta Poznania. W 1872 spółka zmienia nazwę na Towarzystwo Pożyczkowe miasta Poznania, spółka zapisana, w 1888 na Bank Przemysłowców miasta Poznania, Spółka zapisana, w 1890 na Bank Przemysłowców, Spółka zapisana z ograniczoną odpowiedzialnością, w 1921 jako spółka akcyjna. W 1925 bank przejął akcje Banku Kredytu Hipotecznego w Warszawie. W 1933 ogłosił upadłość. Definitywnie został zlikwidowany w 1949.
W latach 1921–1927 bank dysponował oddziałem w Gdańsku przy Langgasse 57-58 (ob. ul. Długa), w okresie 1924-1926 był udziałowcem Banku Gdańskiego.
Pozostałe oddziały znajdowały się w Bielsku, Hucie Laury, Kaliszu, Katowicach, Królewskiej Hucie, Lublińcu, Łodzi, Mikołowie, Mysłowicach, Pszczynie, Rybniku, Sosnowcu, Tarnowskich Górach, Toruniu, Warszawie, Zawierciu, Żorach; oraz zagranicą - m.in. w Berlinie, Bytomiu, Rotterdamie, Strasburgu i Lille (1924).

## Siedziba
W 1908 zbudowano siedzibę banku przy Starym Rynku 72-73. Obecnie w budynku mieści się hotel i browar rzemieślniczy Brovaria. W 1921 bank przeniósł się na ul. 27 Grudnia 13.